# Carliers (metrostation)
Carliers is een metrostation aan lijn 2 van de metro van Rijsel, gelegen in de Franse stad Tourcoing. Het metrostation bedient de wijk Gambetta. Het werd op 18 augustus 1999 geopend en is vernoemd naar de straat waar het metrostation zich onder bevindt, Rue des Carliers. 